# Caroliniella aenescens
Caroliniella aenescens là một loài bọ cánh cứng trong họ Cerambycidae.